# Congreso de las Naciones Unidas sobre Prevención del Delito y Tratamiento del Delincuente
El Congreso de las Naciones Unidas sobre Prevención del Delito y Tratamiento del Delincuente es una serie de congresos de Naciones Unidas de carácter quinquenal con el fin de reducir la criminalidad y establecer unas reglas comunes de tratamiento de los presos.

## Congresos
- 1º Congreso.1955. Participantes: 51 gobiernos, 43 ONGs con un total de 512 participantes. Se establecen las Reglas mínimas para el tratamiento de los reclusos.

- 2º Congreso.1960. Participantes: 68 gobiernos, 50 ONGs con un total de 1.046 participantes. Recomendó servicios especiales de policía para menores.

- 3º Congreso.1965. Participantes: 74 gobiernos, 39 ONGs con un total de 1.083 participantes. Analizó las relaciones entre la delincuencia y la evolución social.

- 4º Congreso.1970 Participantes: 79 gobiernos, 31 ONGs con un total de 998 participantes. Exhortó a mejor planificación de la prevención del delito para el desarrollo económico y social.

- 5º Congreso. 1975: Ginebra (Suiza). El Quinto Congreso aprobó la Declaración sobre la Protección de Todas las Personas contra la Tortura y Otros Tratos o Penas Crueles, Inhumanos o Degradantes. Participantes: 101 gobiernos, 33 ONGs con un total de 909 participantes.

- 6º Congreso. 1980: Caracas (Venezuela). En el marco del tema “La prevención del delito y la calidad de la vida”, el Sexto Congreso reconoció que la prevención del delito debía basarse en las circunstancias sociales, culturales, políticas y económicas de los países. Participantes: 102 gobiernos, 38 ONGs con un total de 920 participantes.

- 7º Congreso. 1985: Milán (Italia). El Séptimo Congreso aprobó el Plan de Acción de Milán y varias reglas y normas nuevas de las Naciones Unidas en el marco del tema “Prevención del delito para la libertad, la justicia, la paz y el desarrollo.” Participantes: 125 gobiernos, 58 ONGs con un total de 1395 participantes.

- 8º Congreso. 1990: La Habana (Cuba). El Octavo Congreso recomendó la adopción de medidas contra la delincuencia organizada y el terrorismo en el marco del tema “La cooperación internacional en materia de prevención del delito y justicia penal en el siglo XXI”. Participantes: 127 gobiernos, 46 ONGs con un total de 1127 participantes.

- 9º Congreso. 1995: El Cairo (Egipto). El Noveno Congreso se centró en la cooperación internacional y en la asistencia técnica de carácter práctico para fortalecer el imperio de la ley, en el marco del tema “Menos crimen, más justicia: seguridad para todos”. Participantes: 138 gobiernos, 73 ONGs con un total de 1899 participantes.

- 10º Congreso. 2000: Viena (Austria). El Décimo Congreso  aprobó la Declaración de Viena en la que los Estados miembros se comprometieron a fortalecer la cooperación internacional en la lucha contra la delincuencia transnacional y la reforma de la justicia penal. Participantes: 137 gobiernos, 58 ONGs con un total de 1902 participantes.

- 11º Congreso. 2005: Bangkok (Tailandia). El 11° Congreso  aprobó la Declaración de Bangkok, un documento político crucial en el que se sientan las bases de la coordinación y cooperación internacionales con miras a prevenir y combatir la delincuencia y se imparten directrices para fortalecer esa coordinación y cooperación. Participantes: 129 gobiernos, 35 ONGs con un total de 3000 participantes.

- 12º Congreso. 2010: Salvador (Brasil). El 12° Congreso destacó el papel fundamental del sistema de justicia penal en el desarrollo, subrayó la necesidad de un enfoque holístico respecto de la reforma del sistema judicial penal con objeto de reforzar la capacidad de los sistemas de justicia penal en la lucha contra el delito, y determinó medios de prevenir y controlar las nuevas formas de delincuencia en todo el mundo. Participantes: 104 gobiernos, 45 ONGs, 17 OIGs con un total de 2000 participantes.
- 13º Congreso. 2015: Doha (Catar). En este Congreso se trataron temas como la cooperación internacional, nuevas formas de delincuencia transnacional, maneras de combatir la delincuencia organizada y distintas estrategias para la prevención del delito.